# Дворец рейхспрезидента

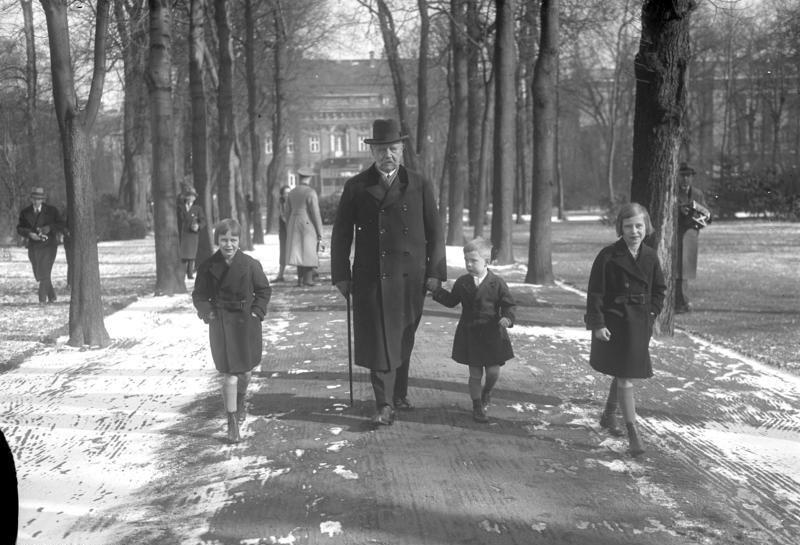
Рейхспрезидент Гинденбург на прогулке с внуками в парке при Дворце рейхспрезидента. 1932

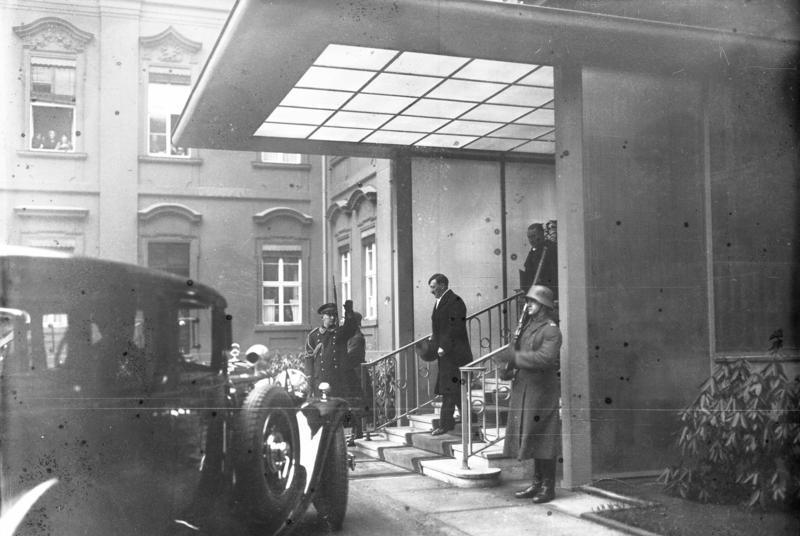
Рейхсканцлер Адольф Гитлер возвращается с новогоднего приёма во Дворце рейхспрезидента. 1 января 1934

Дворец рейхспрезидента (также Рейхспрезидентский дворец, нем. Reichspräsidentenpalais) — несохранившееся здание по улице Вильгельмштрассе в центре Берлина, в 1919—1934 годах являлось официальной резиденцией рейхспрезидента Германии. Во дворце в этот период также размещались ведомство рейхспрезидента, управлявшее делами главы государства, жилые апартаменты рейхспрезидента и квартиры некоторых его служащих, а также различные представительские помещения для проведения приёмов.
Здание, получившее впоследствии известность как «Дворец рейхспрезидента», было возведено в 1735—1737 годах по инициативе короля Пруссии Фридриха Вильгельма I. Король хотел видеть в западной части Фридрихштадта на будущей улице Вильгельмштрассе представительные сооружения, для чего раздавал земельные участки по выгодным ценам и оказывал помощь в приобретении строительных материалов. В 1734 году Ганс Богислав фон Шверин, тайный советник Генеральной директории, финансового ведомства Пруссии, получил земельный участок под строительство дворца и строительных материалов на сумму в 40 тыс. талеров. Дворец в стиле Людовика XV был возведён под руководством берлинского зодчего Конрада Визенда. Возможно, в оформлении интерьеров дворца принимали участие представители берлинской общины гугенотов. Позднее убранство дворца дополнили масштабные фрески работы Бернгарда Роде. 29 августа 1737 года вместе с братом Куртом Кристофом фон Шверином он получил на дворец право наследования. Курт Кристоф вскоре избавился от своей доли.
После смерти Ганса Богислава фон Шверина в 1747 году опекуном его детей был назначен брат Курт Кристоф. 2 апреля 1757 года, за несколько недель до смерти в битве под Прагой, он продал дворец со всей обстановкой Стефану Петеру Оливеру, графу Уоллису, за 50 тыс. талеров. В 1769 году дворец приобрёл за 14 тыс. талеров государственный министр Валентин фон Массов. В 1777 году дворец перешёл в собственность рейхсграфа Карла фон дер Остен-Заккена. До 1811 года дворец находился в собственности его вдовы Кристианы Шарлотты Софии, баронессы фон Дискау. Её единственный ребёнок, дочь от первого брака с Юлиусом Гебгардом, рейхсграфом фон Хоймом, лишилась права на это наследство за крупные долги, и дворец перешёл в единоличное наследство её сыну князю Фридриху Августу Карлу фон Гогенлоэ-Нейенштейн-Ингельфингену. Он продал дворец в 1816 году, чтобы погасить долги отца. С 1816 года дворец использовался придворным издателем Георгом Андреасом Реймером в представительских целях: для семейных приёмов, под представительство издательства и литературный салон, а во флигелях размещались фабричные цеха. После смерти Реймера в 1842 году семейное дело во дворце продолжал до 1858 года его сын Георг Эрнст Реймер.
В 1858 году дворец приобрёл король Пруссии Фридрих Вильгельм IV. В здании разместилось министерство королевского дома, в частности управлявшее имуществом династии Гогенцоллернов. Среди министров, работавших во дворце, были граф Александр фон Шлейниц (1862—1885) и Август цу Эйленбург (1914—1918). В 1919 году государство приобрело дворец у отрёкшегося императора Вильгельма II, остро нуждавшегося в валюте для приобретения замка Дорн в Нидерландах. В качестве посредника проводившейся в строгой секретности сделки выступил банкир Эдуард фон дер Гейдт.
В 1919—1934 годах во дворце на Вильгельмштрассе размещалась резиденция рейхспрезидентов Фридриха Эберта и Пауля фон Гинденбурга. В 1932—1933 годах во дворце производилась масштабная реконструкция, и Гинденбург на это время переехал в старую рейхсканцелярию. Рейхсканцлеры Франц фон Папен, Курт фон Шлейхер и Адольф Гитлер проживали в этот период в апартаментах статс-секретаря рейхсканцелярии — пристройке к зданию Старой рейхсканцелярии, возведённой в 1930 году.
Дворец состоял из трёх корпусов и дополнительных пристроек — гаража автопарка рейхспрезидента, заднего флигеля и нескольких садовых домиков, теплицы и курятника. Перед главным фасадом дворца был разбит покрытый гравием так называемый «почётный двор», где рейхспрезидент встречал иностранных послов, глав государств и других высокопоставленных лиц. «Почётный двор» украшал фонтан с аллегорическими скульптурами, за которым по стеклянной крышей находилась широкая лестница ко входу во дворец. В последние годы в этом дворе нёс службу почётный караул из двух солдат рейхсвера.
В левом крыле здания размещалось ведомство рейхспрезидента («канцелярия»), в центральной части — залы для официальных приёмов, банкетов и балов. Просторные жилые апартаменты рейхспрезидента и главы ведомства рейхспрезидента находились в правом корпусе дворца («флигеле Мейснера»). Апартаменты главы ведомства рейхспрезидента состояли, например, из 26 комнат. Другие официальные жильцы Дворца рейхспрезидента проживали в более скромных квартирах. Комендант дворца занимал мансарду, шофер главы государства жил над гаражом, который устроили в бывшей королевской конюшне. Дворец рейхспрезидента окружал большой парк с газонами, цветочными клумбами и благоустроенными дорожками.
Помимо рейхспрезидентов Эберта и Гинденбурга во Дворце рейхспрезидента в 1920—1939 годах постоянно проживал глава ведомства рейхспрезидента Отто Мейснер. При рейхспрезиденте Эберте во дворце проживала его супруга и два сына, при Гинденбурге помимо его супруги во дворце проживали его сын Оскар с женой Маргаритой и тремя детьми. Мейснер проживал во дворце вместе с супругой и двумя детьми, в том числе, с Ганс-Отто Мейснером. После смерти Гинденбурга 2 августа 1934 года во дворец въехала президентская канцелярия фюрера, преемница ведомства рейхспрезидента. Рейхсканцлер Адольф Гитлер, занявший пост рейхспрезидента с 3 августа 1934 года, проживал в квартире фюрера в отремонтированной и реконструированной старой канцелярии, а также в своих частных квартирах в Мюнхене и Бергхофе. С 1939 года в апартаментах во Дворце рейхспрезидента обитал рейхсминистр иностранных дел Иоахим фон Риббентроп. Для министра Риббентропа дворец опять переоборудовали по проекту Альберта Шпеера.
В конце Второй мировой войны в ходе бомбардировок Берлина и уличных боёв в правительственном квартале Дворец рейхспрезидента пострадал от пожаров. В Восточном Берлине дворцу вернули название «дворец Шверина» и собирались восстановить. Тем не менее, в первые послевоенные годы из дворца стали вывозить все ценные строительные материалы и оборудование. В 1950 году дворец был включён в «немецкое культурное наследие». Специально проведённая экспертиза в 1951 году установила степень разрушения дворца в 48 %. В 1958 году магистрат Восточного Берлина планировал устроить во дворце резиденцию для официальных гостей города. Однако в декабре 1959 года городские власти неожиданно приняли решение о сносе Дворца рейхспрезидента, соседнего Дворца принцев Александра и Георга и дворца Монбижу. Службе охраны памятников архитектуры не удалось отстоять барочный дворец, который в конечном итоге снесли в ноябре 1960 года. В 1980-х годах на месте Дворца рейхспрезидента вдоль Вильгельмштрассе был построен большой жилой комплекс панельных домов.